# IBM MQ
IBM MQ (bis 2002: MQSeries, bis 2014: WebSphere MQ) ist eine plattformunabhängige Message-orientierte Middleware-Software (MoM) des Unternehmens IBM, die 1993 eingeführt wurde und auf dem Prinzip des Message Queueing basiert.

Typischer MQ-Bildschirm auf einer i5

## Eigenschaften
Das Konzept des Message Queueing (auf Deutsch etwa: „Warteschlange für Nachrichten“) ermöglicht die Kommunikation von Programmen über ein Netzwerk von unterschiedlichen Hard- und Softwarekomponenten. Die Programme können Informationen austauschen, ohne dass eine direkte Verbindung zwischen ihnen besteht. Die Kommunikation findet statt, indem die Programme ihre Nachrichten in Message-Queues (deutsch „Nachrichten-Warteschlangen“) ablegen und daraus entnehmen.
IBM MQ reiht Nachrichten in Queues (Warteschlangen) ein, von wo aus die Empfänger-Applikation sie asynchron abholen kann (eine Art Briefkastenprinzip mit FIFO-Regel).
IBM MQ unterstützt Security:
“Supports industry standard Secure Sockets Layer (SSL) security and offers an Extended Security Edition for advanced security features.”

## Vor- und Nachteile
Vorteile von IBM MQ:
- Austausch von Nachrichten zwischen heterogenen Anwendungen auf verschiedenen Plattformen
- Viele Plattformen werden unterstützt (z. B. Workstation, Mainframe z/OS, Desktop, i5)
- Asynchrone Datenübertragung
- Weite Verbreitung
- IBM MQ bietet standardmäßig OAM (Object Authority Manager) und SSL Security für Kommunikation

Nachteile von IBM MQ:
- Sicherheitsmechanismen sind standardmäßig nicht eingerichtet, sondern müssen extra eingerichtet werden

## Message Queue Interface (MQI)
Die Programmierschnittstelle wird MQI genannt. Sie bietet folgende Funktionen:
- MQCONN – mit dem Queue-Manager verbinden
- MQDISC – vom Queue-Manager trennen
- MQOPEN – Message Queue öffnen
- MQCLOSE – Message Queue schließen
- MQGET – Lesen aus Message Queue
- MQPUT – Schreiben in Message Queue
- MQPUT1 – Öffnen, Schreiben & Schließen
- MQBEGIN – Transaktion beginnen
- MQBACK – Transaktion zurücknehmen
- MQCMIT – Transaktion bestätigen
- MQINQ – Attribute eines MQ-Objekts abfragen
- MQSET – Attribute eines MQ-Objekts setzen

## Versionen
| Bezeichnung                             | Veröffentlichung                         |
| --------------------------------------- | ---------------------------------------- |
| IBM MQ 9.3 LTS                          | 23. Juni 2022                            |
| IBM MQ 9.2 LTS                          | 23. Juli 2020                            |
| IBM MQ 9.1 LTS                          | 23. Juli 2018                            |
| IBM MQ on IBM Cloud                     | 13. März 2018                            |
| IBM MQ for HPE Nonstop 8.0              | 23. Juni 2017                            |
| IBM MQ 9.0 LTS                          | 2. Juni 2016                             |
| IBM MQ 8.0                              | 23. Mai 2014                             |
| WebSphere MQ 7.5                        | 15. Juni 2012                            |
| WebSphere MQ 7.1                        | November 2011                            |
| WebSphere MQ 7.0 z/OS                   | Juni 2008                                |
| WebSphere MQ 7.0 (Distributed, iSeries) | Mai 2008                                 |
| WebSphere MQ 6.0 z/OS                   | Juni 2005                                |
| WebSphere MQ 6.0 (Distributed, iSeries) | Mai 2005                                 |
| WebSphere MQ 5.3 z/OS                   | Juni 2002                                |
| WebSphere MQ 5.3 (Distributed, iSeries) | Juni, Juli, Oktober, November 2002       |
| MQSeries 5.2 (Distributed)              | Dezember 2000                            |
| MQSeries for OS/390 V5.2                | November 2000                            |
| MQSeries for AS/400 V5.1                | Juli–August 2000                         |
| MQSeries for OS/390 V2.1                | Februar 1999                             |
| MQSeries 5.1                            | April (NT), Juni 1999                    |
| MQSeries for AS/400 V4.2                | Februar 1998                             |
| MQSeries 5.0                            | Oktober 1997                             |
| MQSeries for MVS/ESA 1.2                | 29. August 1997                          |
| MQSeries for MVS 1.1.4,                 | Juni 1996                                |
| MQSeries 2.2 (Sun OS/Solaris, DC/OSx)   | Juni, Juli 1996                          |
| MQSeries 2.0 Windows NT                 | 2. Quartal 1996                          |
| MQSeries 2.2 (HP, SCO)                  | 4. Quartal 1995                          |
| MQSeries for MVS 1.1.3                  | Mai 1995                                 |
| MQSeries 2.0 (OS/2, AIX)                | Februar 1995                             |
| MQM/400 V3                              | 4. Quartal 1994                          |
| ezBridge Transact for MQSeries 3.0      | Juli 1994                                |
| MQSeries for MVS 1.1.2                  | Juni 1994                                |
| MQM/400 V2.3                            | Februar/April 1994                       |
| ezBridge Transact for MQSeries          | März, September, November, Dezember 1993 |
| MQSeries for MVS V1.1.1                 | 31. Dezember 1993                        |